# Підорльонок
Підорльо́нок (каз. Подорленок) — село у складі Алтайського району Східноказахстанської області Казахстану. Входить до складу Соловйовського сільського округу.
Населення — 143 особи (2021; 315 у 2009, 516 у 1999, 517 у 1989).
Національний склад станом на 1989 рік:
- росіяни — 64 %
- казахи — 26 %